# ¡Arriba Pancho!
¡Arriba Pancho! (ハッスルパンチ Hassuru Panchi?) es un anime de comedia creado en la década de 1960 en Japón. A inicios de esa década tuvo éxito con personajes de animales humanizados (tales como Wan Wan Chushingura y Saiyuki) por lo que decidieron llegar al público infantil. Sería hasta 1965 cuando crearían ¡Arriba Pancho!, una comedia de animales al estilo estadounidense (como Merrie Melodies, Tom y Jerry y Tex Avery). Los episodios (todos en blanco y negro) fueron dirigidos por el animador y dibujante Yasuji Mori, quien es considerado el “Dios de la animación” por sus colegas. Después de abandonar Toei Doga, Mori se dirigió a Nippon Animation, donde cosechó los éxitos tales como Detective Conan y Heidi.
Este anime sigue el estereotipo de un trío cómico de animales: Pancho (un oso), Tachi  (un ratón) y Bonny (una comadreja) viven en un automóvil  viejo en la cima de una pila de desperdicios del basurero de una ciudad. Tienen que enfrentar una banda de chicos malos encabezada por el  Dr. Melcocha (un lobo) y sus secuaces Paco (un gato) y Zonzo (un cerdo), quienes tratan a toda costa de enriquecerse de manera ilícita mediante el robo y como es de suponer Pancho y sus amigos siempre logran impedírselos.

## Personajes
- Pancho - es el protagonista, un oso.
- Tachi – un ratón, amigo de Pancho.
- Bonny – una comadreja, amigo de Pancho.
- Dr. Melcocha – un lobo, enemigo de Pancho.
- Paco – un gato, secuaz de Melcocha.
- Zonzo – un cerdo, secuaz de Melcocha.

## Título en otros idiomas
- Hustle Punch (inglés)
- ¡Arriba Pancho! (español)
- ハッスルパンチ (japonés)